# Andrés Díaz Durán
Andrés Eduardo Díaz Durán (n. Recoleta, Santiago, Chile, 4 de enero de 1995) es un futbolista chileno. Juega como mediocampista y actualmente milita en San Luis de Quillota de la Primera B de Chile.
Surgido de las inferiores de Universidad Católica, fue sparring de la selección chilena para la Copa Mundial de Fútbol de 2014 desarrollado en Brasil, en el año 2015 fue enviado a préstamo a Deportes Valdivia, en el "Torreón" debutó profesionalmente.
Luego de destacadas participaciones en el "Torreón" ficha por Palestino de cara a la temporada 2018

## Clubes
| Club                 | País  | Año       |
| -------------------- | ----- | --------- |
| Deportes Valdivia    | Chile | 2015-2018 |
| → Palestino (cedido) | Chile | 2018      |
| Ñublense             | Chile | 2019-2021 |
| Deportes Santa Cruz  | Chile | 2021-2022 |
| Deportes Rengo       | Chile | 2023-Act. |

## Palmarés

### Campeonatos nacionales
| Título           | Equipo            | País  | Año     |
| ---------------- | ----------------- | ----- | ------- |
| Segunda División | Deportes Valdivia | Chile | 2015-16 |
| Primera B        | Ñublense          | Chile | 2020    |